# Радослав Соболевський
Радослав Соболевський (пол. Radosław Sobolewski, нар. 13 грудня 1976, Білосток) — польський футболіст, півзахисник клубу «Гурник» (Забже).
Відомий виступами за клуби «Ягеллонія» та «Вісла» (Плоцьк), «Дискоболія», «Вісла» (Краків), а також національну збірну Польщі.
Чотириразовий чемпіон Польщі.

## Клубна кар'єра
У дорослому футболі дебютував 1994 року виступами за команду клубу «Ягеллонія», в якій провів чотири сезони, взявши участь у 98 матчах чемпіонату. Більшість часу, проведеного у складі «Ягеллонії», був основним гравцем команди.
Своєю грою за цю команду привернув увагу представників тренерського штабу клубу «Вісла» (Плоцьк), до складу якого приєднався 1998 року. Відіграв за команду з Плоцька наступні п'ять сезонів своєї ігрової кар'єри. Граючи у складі плоцької «Вісли» також здебільшого виходив на поле в основному складі команди.
Протягом 2003—2005 років захищав кольори команди клубу «Дискоболія».
До складу клубу «Вісла» (Краків) приєднався 2005 року. Встиг відіграти за команду з Кракова 186 матчів у національному чемпіонаті.
Влітку 2013 року перейшов як вільний агент у клуб «Гурник» (Забже).

## Виступи за збірну
У 2003 році дебютував в офіційних матчах у складі національної збірної Польщі. Провів у формі головної команди країни 32 матчі, забивши 1 гол.
У складі збірної був учасником чемпіонату світу 2006 року у Німеччині.

## Титули і досягнення
- Чемпіон Польщі (4):

«Вісла» (Краків): 2004-05, 2007-08, 2008-09, 2010-11
- Володар Кубка Польщі (1):

«Дискоболія»: 2004-05